# Bajá
Bajá är en ort i Mexiko.   Den ligger i kommunen Chilón och delstaten Chiapas, i den sydöstra delen av landet, 800 km öster om huvudstaden Mexico City. Bajá ligger 1 041 meter över havet och antalet invånare är 252.
Terrängen runt Bajá är kuperad åt sydost, men åt nordväst är den bergig. Runt Bajá är det ganska tätbefolkat, med 54 invånare per kvadratkilometer. Närmaste större samhälle är Yajalón, 18,1 km väster om Bajá. I omgivningarna runt Bajá växer i huvudsak städsegrön lövskog.